# 台灣供水
台灣的供水事業，特點是面對分佈不均的區域降水、以及人口密集帶來的水源配置問題。在台灣本島，雖然年降雨量平均可達2510毫米，為世界平均值的2.5倍以上；但雨量分布並不平均，80%水量集中在每年5-10月，且由於中央山脈的地形限制，山勢陡峭，蓄水不易，所以台灣被聯合國列為世界上排名第18位缺水的國家之一。
依據2018年統計，台灣每人平均用水量是280公升。依據統計資料庫分析：每年總供水量配合限水措施狀況下，2019年台灣的供水量約為166.7億公噸。其中約農業用水佔總供水量60%至70%之間；民生用水佔總供水量15%至25%之間，工業用水約佔總供水量8%至10%。
臺灣地區的自來水供應，除了除了大臺北部分區域由臺北自來水事業處負責、金馬地區由當地自來水廠負責之外，其餘地區均由國營的台灣自來水公司負責。

## 境概述
本章節概述台灣的供水水源以及居民用水的主要類型。

### 水資源
由於中央山脈貫穿台灣本島南北向，而島上的大部分河流沿著山脈的東西向流動，因距離短、地勢陡峭，降水很快就流入海洋。雖然年降雨量高達2510毫米，是世界平均水平的2.5倍，但由於台灣的地理條件，降雨的分佈並不均勻。
根據1949年至2016年統計台灣年平均降水量為2,510毫米，2016年降水量1180.08億噸。蒸發佔21.1%（249.01億噸）；地表徑流佔74.62%（880.55億噸），其中769.69億噸流入海中，41.59億噸成為水庫供水，69.27億噸成為河川引水；4.28%（50.52億噸）則成為地下水。
此外依據2004年至2021年間統計顯示，每年降雨量也非常不固定：其中最高年均降雨量達3,578毫米(2005年)，最低年降雨量1,921毫米(2014年)。

### 用水
每年人均用水量為4,000立方公尺，目前台灣人均用水量為271公升/天。
水庫供水、河道引水和地下水抽取構成了台灣總用水量，共計165億噸。其中，生活用水31.83億噸（19.24%），工業用水16.29億噸（9.84%），農業用水117.34億噸（70.92%）。

#### 用水數據
| 年度   | 農業用水  | 民生用水 | 工業用水 | 總用水    | 年中人口(千人) | 年降雨量(毫米) |
| ------ | --------- | -------- | -------- | --------- | -------------- | -------------- |
| 2021年 | 9,757.35  | 3,163.35 | 1,425.43 | 14,346.13 | 23,375.14      | 2,633          |
| 2020年 | 11,592.47 | 3,280.27 | 1,803.19 | 16,675.93 | 23,561.24      | 2,012          |
| 2019年 | 11,882.42 | 3,185.51 | 1,671.35 | 16,739.28 | 23,603.12      | 2,450          |
| 2018年 | 11,889.99 | 3,155.81 | 1,667.57 | 16,713.37 | 23,588.93      | 2,423          |
| 2017年 | 11,866.07 | 3,147.14 | 1,654.14 | 16,667.35 | 23,571.23      | 2,601          |
| 2016年 | 11,756.22 | 3,183.41 | 1,654.00 | 16,593.63 | 23,539.82      | 3,278          |

資料來源說明：
1. 2016年至2021年參照：110 年各標的用水統計年報[3]。

## 區域給水制度
台灣的區域給水制度 (1954年–1974年) 源自1954年台灣省政府因鑑於英國等國家實施區域給水制度，效果顯著，為台灣自來水之未來發展計，必須預先確立發展模式而設立。目標在於超越地方基層行政地區，建設與經營自來水，促進水資源之有效利用、營運經濟化，以及加速自來水之發展。
至1973年，其經營型態可分為：（1）市營區域供水。（2）鄉鎮公營區域供水。（3）縣管區域供水。此種擴大單位經營領域以及改進經營結構之方式，非常有助於日後之水源分配、水量利用工程建設、組織架構以及人才延攬等問題之解決，為台灣自來水事業建立了區域性經營之基礎。
區域給水制度雖然實施多年，各自來水事業大小分佈全台灣，各自分屬縣市鄉鎮管轄經營，易受地方立法束縛，且資源有限。於是政府為求有效經營自來水，以配合民生經濟發展需要，於1974年元月成立台灣省自來水公司（今台灣自來水公司）。

## 水利設施

### 水庫
台灣已經完成之水庫計有96座，合計蓄水總容量有21億3,070萬立方公尺，有效容量19億9,922萬立方公尺，以曾文水庫最大，總容量7億1,270萬立方公尺，有效容量4億7,955萬立方公尺。除台灣島外，其他地區在綠島有1座，澎湖有8座，金門13座以及馬祖7座水庫。

### 汙水處理
台灣河川主要污染來源為生活污水及事業廢水，為了維護河川應有潔淨及汙染減少，而設置汙水下水道系統及建築物汙水處理設施，並規定排放汙水須符合放流水標準，放流水表面不得有浮渣或漂浮物，且需要登記許可的管理單位才可對污水處理設施操作、維護及管理。
目前台灣設有62座污水處理廠，其中初級處理廠4座、二級處理廠44座、三級處理廠14座。

### 再生水廠
為達成2026年全台灣使用公共污水處理廠放流水的再生水廠供應每日33.4萬噸再生水的政策目標，經濟部水利署與內政部營建署及相關地方政府共同推動建設11座再生水廠。
運作中：高雄鳳山水資源中心（鳳山溪污水處理廠、鳳山溪再生水廠）、台南永康再生水廠
籌設中：桃園北區、新竹竹北、臺中福田、豐原及水湳、臺南永康、安平及仁德、高雄鳳山、臨海及楠梓(或岡山橋頭)，經費合計約170億元。

## 統計資料來源說明

### 統計資料
- 各項用水統計來源主要參照經濟部水利署各項用水統計資料庫 （页面存档备份，存于）[6]之數據。

### 定義說明：
- 不考慮水密度變化下：1公升=1000立方公分=1立方公寸；1公秉=1000公升=1公噸。
- 工業用水：指工業(工廠)製造生產用水[3]。
- 農業用水：包含灌溉用水、養殖用水、畜牧用水等項。[3]